# Rosławl I
Rosławl I (ros. Рославль I, станция Рославль I) – stacja kolejowa w zachodniej Rosji, w osiedlu miejskim Rosławlskoje rejonu rosławskiego w obwodzie smoleńskim.

## Geografia
Stacja należy do Kolei Moskiewskiej. Położona jest w mieście Rosław, 122 km od Smoleńska i 133 km od Briańska.

## Historia
Stacja powstała w XIX w. na drodze żelaznej orłowsko-witebskiej, pomiędzy stacjami Lipowskaja i Krapiwinskaja.